# کنت (عنوان)
کُنت (به انگلیسی: Count) و معادل مؤنث کُنتِس (به انگلیسی: Countess)، برابر با عنوان اِرل، یکی از القاب تاریخی نجیب‌زادگان در کشورهای اروپایی است. این واژه که از واژهٔ فرانسوی comte برگرفته شده و ریشه در لاتین comis دارد، معنای همراه می‌دهد.
کنت‌نشین یا کاونتی سرزمینی متعلق به کنت، امروزه در برخی کشورها برای تقسیمات سیاسی به اندازه شهرستان استفاده می‌شود.

## کاربرد
در امپراتوری روم از واژهٔ کومیس در جایگاه «همراه امپراتور» یا «نماینده امپراتور» استفاده می‌شد. اواخر این دوره از این عنوان در مناصب اداری و نظامی درباری و ولایتی مختلفی استفاده گشت. در امپراتوری روم غربی کنت هر فرمانده بدون توجه به درجه را شامل می‌شد. از قرن هفتم در امپراتوری روم شرقی، کنت به فرماندهان واحدهای ۲۰۰ نفری گفته می‌شد.
در پادشاهی‌های جانشین امپراتوری روم در آلمان، از عنوان کنت برای فرماندهان واحدهای غیر متحرک استفاده گشت. فرانک‌ها و آلمانی‌ها، اوایل سده‌های میانی کنت یک مقام سلطنتی در دربار بود که مسئولیت‌های مختلفی از جمله امور مالی و اداره املاک را بر عهده داشت.

با این حال که مقام بسیاری از کنت به فرزندان آن‌ها به ارث می‌رسید، این عنوان در اصل موروثی نبود. در ایتالیا تمام پسران کنت، نیز کنت نامیده می‌شدند.
گاهی عنوان کنت به سبب خدمات افراد با نام یا بدون نام یک محل، از طرف پادشاه به صورت صرفاً تشریفاتی و بدون تعلق گرفتن زمین اعطا می‌گردید.

## یادداشت
1. ↑  County